# Club Deportivo Jalapa Fútbol Club
El Club Deportivo Jalapa Fútbol Club o simplemente conocido como Deportivo Jalapa fue un club de fútbol de Guatemala con sede en el departamento de Jalapa. Fue fundado el 17 de julio de 1978 y desapareció el 6 de julio de 2011, debido a una grave crisis económica. El club tuvo participaciones en Liga Nacional, Primera División y Segunda División, a nivel internacional participó en la primera fase de la Concacaf Liga Campeones, en las ediciones de 2008-2009 y 2009-2010.
Durante su existencia, el equipo logró conquistar dos títulos de Liga Nacional, tres Torneos de Copa y dos torneos de Primera División.

## Historia
Siendo presidente de La Federación de Fútbol el señor Edmundo Guerrero de estrecha amistad con el diputado por Jalapa de ese entonces Otto Rolando Ruano Reyes, consigue que un equipo de Jalapa sea Invitado a la Liga mayor «B» de ese entonces.
Es el día lunes 17 de julio de 1978, en el lugar llamado «Casino Jalapaneco» se reúnen: Humberto Rodríguez alias «Betio», Mario Escobar, Ovidio Zapata, Manuel Cañas alias «Meme», Carlos Carranza, Amabilia Grajeda, Alfonso Palma, Sergio Albino Orellana, Roberto Caceros y Nery Lucero, para conformar la Junta directiva del equipo. A finales de 1981 ganó su ascenso a la entonces llamada Liga Mayor A por primera vez en su historia, tras derrotar a la Real Sociedad de La Gomera, militando en la liga de los consagrados hasta 1991 cuando fue a un juego extra por el descenso contra Tipografía Nacional en el Estadio Carlos Salazar Hijo de Mazatenango, cayendo derrotado por marcador de 2-0 la mañana del 28 de abril de 1991. Fue hasta el 2 de junio de 2001 que logró regresar a la Liga Mayor al derrotar al Deportivo Petapa en la final de la Primera División por marcador de 3-2 en el Estadio Mateo Flores.
En 2002 ganó su primer campeonato de copa, pero también esa temporada descendió de categoría, estando en la Primera División solo una temporada, ya que en 2003 ascendió nuevamente al derrotar en la final 3-0 a la Universidad de San Carlos de Guatemala en el Estadio Mateo Flores. También se da inicio de un personaje histórico para el Deportivo Jalapa como lo es su utilero «Héctor Lima» quien a la fecha sigue fiel al club, a este mismo se le hizo un homenaje nombrando la sala de prensa del estadio con su nombre.

### Primera directiva
- Presidente: Carlos Carranza.
- Vice Presidente: Manuel Cañas.
- Secretario: Nery Lucero.
- Tesorera: Amabilia Grajeda.
- Gerente Financiero: Ovidio Zapata.
- Gerente: Roberto Caceros.
- Presidente Honorario: Otto Rolando Ruano Reyes.

## Presidentes
| Período   | Presidente      |
| --------- | --------------- |
| 1978      | Carlos Carranza |
| 2007-2010 | Edmundo Ruano   |
| 2010-2011 | Francisco Ortiz |

## Escudo
El primer escudo utilizado era de forma circular, de color verde, dentro del mismo se encontraba escrito el nombre completo del club y tenía de fondo la imagen de un tigre. Luego se le realizaron algunas modificaciones tales como ponerle una imagen más definida del felino, y el nombre popular del equipo con letras plateadas.

## Uniforme
- Uniforme titular: camiseta amarilla, pantalón verde y medias blancas.
- Uniforme alternativo: camiseta amarilla, pantalón amarillo y medias amarillas.

## Estadio
Para disputar sus partidos como local, el Deportivo Jalapa utilizó el Estadio Las Flores, también conocido como Edilberto Bonilla, el cual está ubicado en la cabecera departamental de Jalapa. Este recinto deportivo cuenta con una capacidad para 15,000 espectadores. Cabe destacar que el Deportivo Jalapa también utilizó el Complejo Deportivo a mediados de los años ochenta. En el 2002 fue totalmente renovado el Estadio Las Flores, ya que se amplió su capacidad de 5,000 a 15,000 aficionados, se le colocó alumbrado eléctrico para poder jugar de noche y se le cambió el nombre de Edilberto Bonilla por el de un político local, Mario Estrada, aunque popularmente se le sigue conociendo como el Estadio Las Flores.

## Datos del club
- Temporadas en Liga Nacional: 17
- Temporadas en Primera División: 11
- Temporadas en Segunda División: 1[8]
- Mayor goleada conseguida:
  - En campeonatos nacionales: 5-1 a Aurora F.C. (Torneo Clausura 2004).[9]
  - En torneos internacionales: 1-0 a San Francisco (Panamá) (Concacaf Liga Campeones 2008-09)
- Mayor goleada encajada:
  - En campeonatos nacionales: 8-1 de Xelajú MC (Torneo Apertura 2005).[10]
  - En torneos internacionales: 7-1 de Pachuca (Concacaf Liga Campeones 2009-10).[11]
- Mejor puesto en la liga: 1.º (2 veces).
- Peor puesto en la liga: 12.º.
- Máximo goleador: Erwin Godoy (61 goles).[12]
- Portero menos goleado: Porteros emblemáticos Juan Gilberto Echeverría, Geovany Salazar, Luis Pedro Molina, Ricardo Jerez Figueroa.
- Más partidos disputados: Jairo Cardona.

## Jugadores
Algunos jugadores históricos del club entre ellos Lito Mora, Olmeo Sagastume, Gregorio de Paz, Rafael Álvarez Corea, Juan Gilberto Echeverría, Rodolfo Panadero, Rolando Márquez, Erik Miranda, Guillermo Ragazzone, Gerber Mazariegos, Lucio Catalino da Silva, Jorge Dos Santos, Jair Rosa, Sergio Mario Piñeiro, Jorge (el chino) Benítez,
Luis Alarcón, Obed Bonilla, Jorge Aníbal Vargas, Raúl Díaz Arce, Jorge Rodas, Juan Manuel Funes, Byron Lima, Jairo Cardona, Erwin Godoy, Nelson Morales, Robson Mattos de Moura, Silvio Aquino, Norberto Huezo, Ramón Fagoaga, Oscar Duarte, Venancio Zelaya, Ricardo Carreno, Christian Duran, Jorge Sumich, Fernando Gallo, Adrián Apellaniz, Pedro Ortiz, Hugo Iván Cojulun.

## Entrenadores
- Efraín II Santander (CHI)
- Jaime Batres (GUA) (1990-1991)
- Franklin Cetre (COL) (2000-2001)
- Benjamín Monterroso (GUA) (2001-2002)
- Alberto Saguero (GUA) (2002-2005)
- Gustavo Desimone Horn (2006) (URU)
- Julio César González (URU) (2007-2008) campeón
- Héctor Trujillo (URU) (2008-2009) campeón
- Ariel Longo (URU) (2009-2010)
- Obed Bonilla (GUA)(2010-2011)

## Palmarés

### Torneos nacionales
| Competición nacional          | Títulos                      | Subtítulos |
| ----------------------------- | ---------------------------- | ---------- |
| Liga Nacional de Guatemala    | Apertura 2007; Clausura 2009 |            |
| Primera División de Guatemala | 2000/2001; Clausura 2003     |            |
| Torneo de Copa                | 2002; 2005; 2006             | 2003/2004  |